# Guerrilla Cambridge
Guerrilla Cambridge (ранее SCE Studio Cambridge) — британский разработчик компьютерных игр, базирующийся в Кембридже, Англия. Студия была основана под управлением Sony Computer Entertainment в июле 1997 года путем выкупа подразделения разработки игр CyberLife Technology. В 2010 году SCE Studio Cambridge была преобразована в дочернюю студию Guerrilla Games под названием Guerrilla Cambridge. В 2017 году была закрыта. Студия наиболее известна разработкой серии MediEvil.

## История
15 июля 1997 года Sony Computer Entertainment (SCE) объявила, что она через свое лондонское подразделение приобретает подразделение разработки игр CyberLife Technology за нераскрытую сумму. CyberLife была основана в 1996 году под названием Millennium Interactive и поначалу разрабатывала компьютерные игры, но затем сменила направление на разработку технологий искусственного интеллекта и симуляцию «искусственной жизни». Выкупленная команда была интегрирована в новую внутреннюю студию Sony, известную как SCE Studio Cambridge.
В январе 2012, в рамках реструктуризации студий SCE, SCE Studio Cambridge стала дочерней студией Guerrilla Games и занялась портированием Killzone на PlayStation Vita. В том же году SCE Studio Cambridge сменила название на Guerrilla Cambridge. В марте 2014 года в студии прошли сокращения, количество уволенных сотрудников не раскрывалось. 12 января 2017 года Guerrilla Cambridge была закрыта.

## Разработанные игры

### SCE Studio Cambridge
| Год  | Название                 | Платформа            |
| ---- | ------------------------ | -------------------- |
| 1997 | Beast Wars: Transformers | PlayStation          |
| 1997 | Frogger                  | PlayStation          |
| 1998 | MediEvil                 | PlayStation          |
| 2000 | MediEvil 2               | PlayStation          |
| 2001 | C-12: Final Resistance   | PlayStation          |
| 2003 | Primal                   | PlayStation 2        |
| 2003 | Ghosthunter              | PlayStation 2        |
| 2005 | MediEvil: Resurrection   | PlayStation Portable |
| 2006 | 24: The Game             | PlayStation 2        |
| 2009 | LittleBigPlanet          | PlayStation Portable |
| 2010 | TV Superstars            | PlayStation 3        |

### Guerrilla Cambridge
| Год  | Название                       | Платформа        |
| ---- | ------------------------------ | ---------------- |
| 2013 | Killzone: Mercenary            | PlayStation Vita |
| 2016 | RIGS: Mechanized Combat League | PlayStation 4    |